# Детва (округ)
Округ Детва (словац. Okres Detva) — округ (район) в Банськобистрицькому краї Словаччини. Площа округу становить — 449,2 км², на якій проживає — 32 787 осіб (2007). Щільність населення становить — 72,99 осіб/км². Адміністративний центр округу — місто Детва.

## Статистичні дані

### Населення

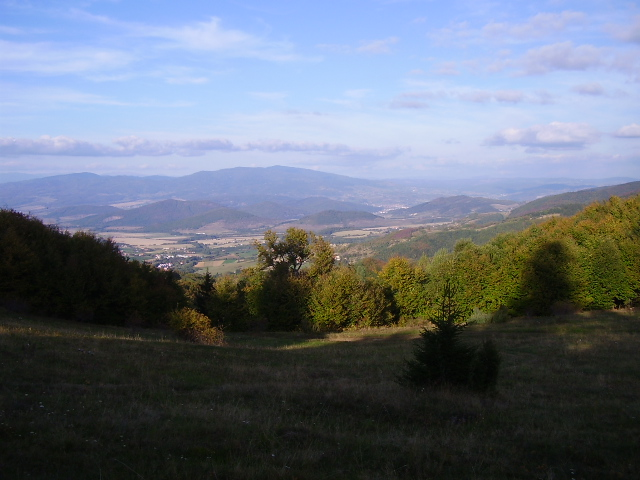
Округ Детва. Природа

| Рік:            | 1994.  | 2004.   | 2014.   | 2024.   |
| --------------- | ------ | ------- | ------- | ------- |
| Кількість осіб: | 34 200 | 33 173  | 32 632  | 30 380  |
| Різниця:        |        | -3,00 % | -1,63 % | -6,90 % |

| Рік:            | 2023.  | 2024.   |
| --------------- | ------ | ------- |
| Кількість осіб: | 30 562 | 30 380  |
| Різниця:        |        | -0,59 % |

### Національний склад:
- Словаки — 97,4 %
- Цигани — 1,0 %
- Чехи — 0,5 %
- інші національності — 1,1 %

### Конфесійний склад:
- Католики — 83,1 %
- Лютерани — 4,6 %

## Адміністративний поділ
До 1918 року більша частина території округу входила до складу комітату Зволен, крім сіл Латки, Подкривань і Горни Тісовнік на півдні і сході краю, які входили до складу комітату Ноград.

### Міста:
Детва · Гріньова

### Села:
Віґляш · Віґляшська Гута-Калінка · Горни Тісовнік · Детвіанська Гута · Дубрави · Клокоч · Коритарки · Крівань · Латки · Подкривань · Слатинське Лази · Стара Гута · Стожок